# Exameron
Exameron, noto anche come Hexaemeron o Hexameron, è un'opera che raccoglie le omelie pronunciate da Ambrogio di Milano, dottore della Chiesa, nella settimana santa del 387; appartiene al gruppo delle opere oratorie ed esegetiche ambrosiane.

## Contenuti

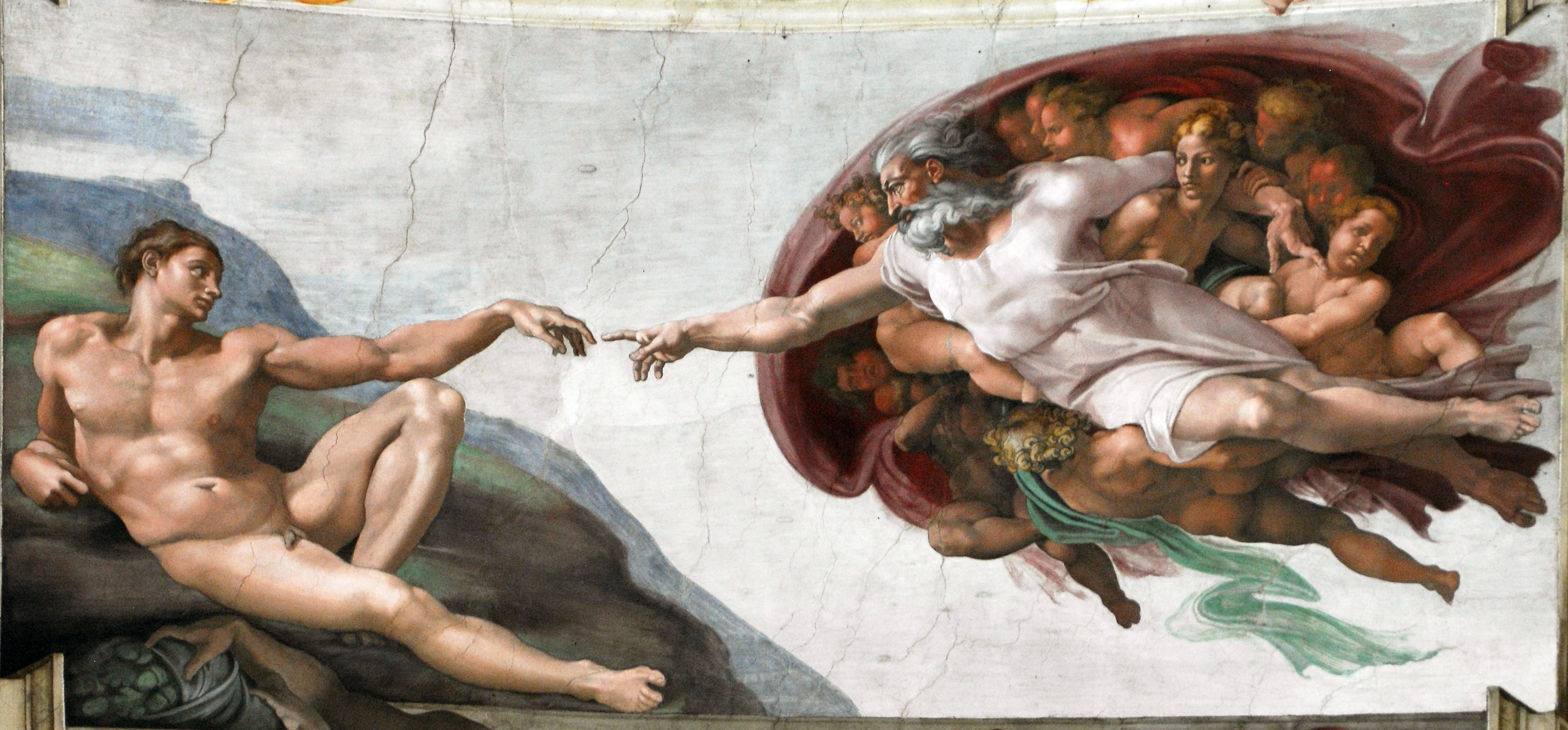
La Creazione di Adamo

L'opera è un commento, in nove discorsi raccolti successivamente in sei libri, alla creazione del mondo narrata nel primo libro della Bibbia, la Genesi: il titolo significa appunto sei giorni, indicando così la durata della creazione secondo il racconto biblico. Un testo analogo in forma di omelie era stato scritto da Basilio di Cesarea. Nonostante il passo biblico sia relativamente breve (meno di un capitolo), il testo si dilata notevolmente: le parole bibliche diventano spunti per una riflessione non solo sulla bellezza e l'utilità del creato, ma anche sull'ordine morale che vige nella creazione e che suggerisce norme etiche per l'uomo.
Lo sguardo di Ambrogio è fondamentalmente ottimista nei confronti della natura e affiora più volte la sua ammirazione per l'opera della Parola divina e creatrice.

### Il "riposo di Dio"
Nelle ultime pagine della sua opera, Ambrogio conclude con alcune riflessioni riguardo al riposo di Dio al termine della creazione. Secondo Ambrogio, il riposo di Dio segue la creazione dell'uomo perché Dio stesso riposa nella creatura umana, con la quale può instaurare una relazione di amore:
(Exameron, IX, 10)
Il riposo di Dio si attua dunque nell'amore per le sue creature e quindi, nella visione cristiana, nella redenzione. È così che Ambrogio arriva a collegare direttamente il "riposo di Dio" con il "riposo" di Gesù sulla croce:
(ibid.)
Anche sant'Agostino nel De Genesi ad litteram propone un'interpretazione allegorica del riposo di Dio, essendo Egli immutabile e non manchevole di nulla, e ritenendosi quindi impossibile che qualcosa in un certo momento si sia aggiunto all'essere divino.